# Волохіна-Міляєва Ніна Серафимівна
Ніна Серафимівна Волохіна-Міляєва (рос. Нина Серафимовна Волохина-Миляева), до шлюбу Волохіна (6 січня 1927, с. Єлизаветино, Воронезька губернія) — російська передовиця сільськогосподарського виробництва, доярка. Герой Соціалістичної Праці (1966).

## Біографія
Народилася 6 січня 1927 року в селянській родині в селі Єлизаветино Бобровського повіту Воронезької губернії (сьогодні — Бутурлинівський район Воронезької області). З 1945 року розпочала трудову діяльність дояркою в колгоспі «Червона Зірка» Бутурлинівського району. З 1955 року працювала дояркою, колгоспницею і пташницею в колгоспі імені Кірова Бутурлинівського району. За видатні досягнення у трудовій діяльності у тваринництві удостоєна в 1966 році звання Героя Соціалістичної Праці.
У 1981 році вийшла на пенсію і проживала до 1990-х років у селі Заріччя Бутурлинівського району.

## Нагороди
- Герой Соціалістичної Праці — указом Президії Верховної Ради СРСР від 22 березня 1966 року
- Орден Леніна (1966).